# Bangana brevirostris
 Bangana brevirostris és una espècie de peix cipriniforme de la família dels ciprínids.